# Bakgrund till stora nordiska kriget
Bakgrunden till stora nordiska kriget bottnade i den tidigare stora expansionen av Sverige, varigenom Danmark, Polen och Ryssland förlorade stora landområden. Under 1699 bildades en trippelallians mot Sverige och under vintern 1700 inleddes anfallet.

## Bakgrund
Förhållandet till Holstein-Gottorp hade sedan Karl X Gustavs tid varit god. Holstein-Gottorp kunde fungera som ett sätt att hålla Danmark i schack, då hertigdömet kunde utgöra ett hot "bakifrån". Hertigdömet nyttjades av förbindelsen med Sverige, då det undvek att bli införlivat med Danmark. Den danske kungen, Kristian V och senare Fredrik IV, ville knyta Holstein-Gottorp närmare det egna landet och det irriterade att hertig Fredrik IV hade trupper och fästningar i hertigdömet. Efter det att Karl XI avlidit 1697 gick danskarna i maj in i Schleswig och förstörde holsteinska befästningar, vilket upprörde Karl XII, då denne stod bakom den holsteinska hertigens önskan om att ha trupp i Holstein-Gottorp. Förhandlingar med kejsaren i Wien och sjömakterna inleddes för att få en fredlig lösning på problemet.
År 1698 stärktes förbundet mellan Sverige och Holstein ytterligare genom ett giftermål mellan hertig Fredrik och Karl XII:s äldre syster, Hedvig Sofia. Förgäves hade den danska regeringen som ett motdrag försökt åstadkomma ett äktenskap mellan Karl XII och en dansk prinsessa. Danmarks politik hade lidit ett svårt nederlag och Fredrik IV, som var kusin till Karl XII, såg sig om efter bundsförvanter. En villig sådan fann han i en annan kusin till honom och Karl XII, nämligen Sachsens furste August II, som till Sveriges olycka lyckats tränga undan sina medtävlare vid tronledigheten i Polen 1697. Målet för den nye polske kungens politik mot Sverige var i första hand att återförena Livland med Polen. August eggade i sin tur Rysslands tsar, Peter I, att angripa Sverige. För Peter stod Sveriges Östersjöprovinser i vägen för hans ambition att skaffa Ryssland en hamn vid Östersjön, från vilken han kunde inleda en livlig samfärdsel med handelsutbyte mellan Ryssland och Västeuropa och på så vis göra sitt land delaktigt i den västeuropeiska kulturen.
Den 15 juni 1699 avreste Karl XII från Stockholm till Ystad för att träffa hertig Fredrik och dennes maka Hedvig Sofia. Kungen vistades dock ett par dagar i Malmö, då hertigparet ännu inte hunnit fram till Ystad. Den 7 juli avreste kungen tillsammans med hertigparet till Stockholm och under resan fattades ett beslut om att Karl XII skulle bidra med trupper för att skydda återuppbyggandet av de av danskarna förstörda befästningarna. Beslutet fattade kungen utan att rådgöra med varken Bengt Oxenstierna, Kanslikollegium eller några andra rådgivare. Både Karl XII och Fredrik IV av Holstein-Gottorp ville undvika krig, men om den danske kungen sökte strid skulle Sverige stå bakom hertigen. Karl XII:s självklara truppunderstöd till Holstein-Gottorp kritiserades av Oxenstierna och andra rådgivare och Danmark uppfattade den svenska närvaron i hertigdömet som en provokation. Också den franske kungen Ludvig XIV var emot den svenske kungens truppnärvaro. Karl XII sände 2 400 soldater mot Holstein-Gottorp och efter att ytterligare fyra svenska regementen ställts upp i Peenemünde i svenska Pommern, hade den holsteinska hertigen 7000 svenskar till sitt förfogande.

## Alliansen mot Sverige
En utbredd irritation mot Sverige rådde hos Norge, Danmark, Ryssland och Polen, då dessa länder drabbats hårt av den stora expansionen, som skett av det svenska riket under föregående sekel. Rysslands och Polens önskan om återerövring av förlorade landområden växte sig starkare efter Karl XI:s död och dessa önskningar underbyggdes av rapporter om att Sverige var drabbat av missväxt och inre splittring. Dessutom var landet vid tiden styrt av en ung och oerfaren kung. Själva idén om ett gemensamt anfall mot Sverige kom från Danmark och till sammansvärjningen anslöt sig snart Saschen-Polen och Ryssland. Ett möte mellan tsar Peter I av Ryssland och den polske kungen August II skedde mellan den 31 juli och 3 augusti 1698 på slottet i Rawa. Dock fanns det ännu inga konkreta planer på ett anfall mot Sverige.
I september 1699 slöt den nye danske kungen, Fredrik IV, ett hemligt förbund med August II och planen var att polackerna skulle anfalla svenska Livland i januari eller februari 1700. Därefter skulle danskarna anfalla Holstein-Gottorp och så småningom även Skåne. Tsar Peter skulle å sin sida anfalla Sveriges provinser i Baltikum. För att hålla Sverige ovetande, sände August II under våren 1699 sin diplomat till Stockholm för att inför den svenske kungen uttrycka Polens uppriktiga vänskap med Sverige och dess monark, som var kusin till såväl den danske kungen som den polske kurfursten. I juli 1699 sände Karl XII 124 personer till Moskva för att bekräfta freden mellan Ryssland och Sverige. Tsaren erhöll flera presenter, guld- och silverföremål samt ett porträtt av den till häst sittande Karl XII. Tre dagar efter svenskarnas hemresa ingick tsaren ett angreppsavtal med August II mot Sverige.
Bakom dessa planer stod adelsmannen Johan Reinhold Patkul, som i sin frånvaro dömts av Karl XI att mista "ära, namn, höger hand och liv" för sina upproriska handlingar mot riket. Patkul levde därefter i flykt från svenskarna i Europa i tankar om hämnd mot Sverige. Det var Patkul som 1699 ledde August II på tankar om att återförena Livland med Polen och hade kontakt med tsaren, med vilken han diskuterade hur det svenska anfallet skulle läggas upp. Peter I var vid tiden upptagen med att avsluta det halvt misslyckade kriget med Turkiet, men var ändock beredd att strida mot Sverige. Vänskapen mellan August II och tsar Peter bekräftades i ett anfallsförbund mot Karl XII den 11 november 1699. Avtalet undertecknades av den danske kungen några veckor senare, varigenom alliansen mot Sverige var ett faktum.